# Roman (vrachtwagenmerk)
Roman is een vrachtwagenmerk uit Roemenië.

## Geschiedenis
Roman werd in 1971 opgericht door MAN in samenwerking met ROMLOC, dat al sinds 1920 treinen maakte. De vrachtwagens van Roman waren ontwikkeld als kiepwagen omdat MAN nog geen kiepwagens in het assortiment had en deze vanuit eigen kennis niet kon bouwen. Dit merk vrachtwagen was enkel te koop bij erkende MAN-dealers, en moest voor onderhoud ook naar de MAN-garage toe. In 1990 werd de vrachtwagenafdeling werd de merknaam DAC gebruikt, een naam dat al sinds de jaren '70 voor producten van deze fabriek gebruikt werd.

## Modellen
- 4x2 kiepwagen in bakwagen model.
- 6x4 kiepwagen in Trekker Oplegger model